# Ramón Montoya (soldado)

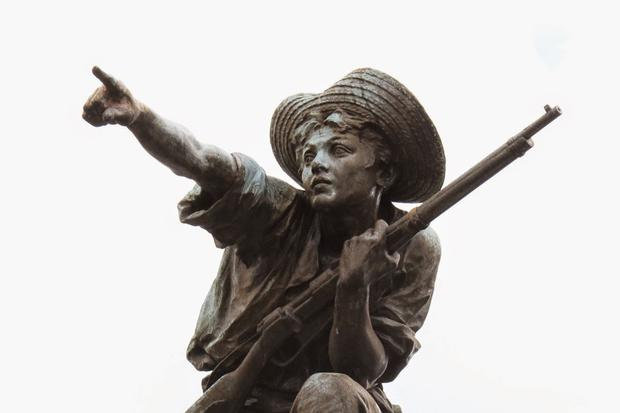
Ramón Montoya (soldado)

Ramón Francisco Montoya Acevedo fue un soldado nicaragüense que murió a los 14 años de edad, cuando salió de su trinchera alentando a sus compañeros de armas a integrarse a la carga final contra el enemigo en la Batalla de Namasigüe ocurrida entre el 17 y el 23 de marzo de 1907. Es honrado como Héroe Nacional de Nicaragua.

## Biografía
Nacido en 1893, fueron sus padres Francisco Montoya y Francisca Acevedo, originarios del departamento de León, quienes se trasladaron a Managua, junto con el pequeño Ramón y se establecieron en el antiguo barrio "del Nisperal", donde después se construyó la Escuela de Artes y Oficios, desaparecida en el terremoto de 1972.
"Su progenitor se llamaba Francisco Montoya. Vivía en una casa de tablas en el barrio del Nisperal, sobre la avenida cuarta noroeste. Era bajo de estatura, ojos azules, cojo de un pie, regordete, descalzo, ya que sus padres eran pobres."
Al enrolarse en el Ejército de Nicaragua en 1907, Montoyita le dijo a sus padres: 
"me voy a la guerra porque no quiero que me cuenten cuentos y Nicaragua me necesita."
Murió a los 14 años de edad, el 22 de marzo de 1907, cuando salió de su trinchera alentando a sus compañeros a integrarse a la carga final (y que le siguieran), contra el enemigo durante la Batalla de Namasigüe, y cuando llegó a la cumbre de la loma "del Grito", una bala le arrebató la vida, convirtiéndose en el símbolo del heroísmo en dicha batalla.

## Monumento

### Inauguración
El 1 de enero de 1909, el Doctor José Dolores Gámez, Ministro de Gobernación inauguró en el Parque Central de la ciudad de Managua, el Monumento erigido en memoria del niño soldado Ramón Montoya, héroe nicaragüense de catorce años que luchó en la Batalla de Namasigüe del 17 al 23 de marzo, durante la guerra de 1907 que enfrentó a Nicaragua con Honduras y El Salvador.

### Polémica
Derrocado el partido liberal, los conservadores aprobaron el 7 de febrero de 1912 una ley que prohibió una serie de monumentos, entre ellos el de Montoya que retiraron y llevaron a una caballeriza que había en el Palacio Nacional (destruido en el terremoto de marzo de 1931). 
La estatua la enviaron a la ciudad de Granada por órdenes del general Emiliano Chamorro al buscar congraciarse con Monseñor Canuto José Reyes y Valladares, Obispo de Granada, quien pensaba fundirla y utilizar su bronce para campanas de la Catedral. Monseñor Reyes y Valladares, desistió de su idea y considerada un objeto mueble se vendió por 250 pesos al granadino José Cuadra. 
Muchas voces se alzaron en defensa del monumento y su significación para el pueblo e historia de Nicaragua. Entre todas destacó el intelectual y general Alfonso Valle Candía:
:"Montoya no es un héroe nacional, es el heroísmo nacional. No fue un soldado nicaragüense, sino el soldado nicaragüense. Es el soldado desconocido... La figura de Montoya fundida en bronce, irguiéndose amenazadora y bravía, era una lección perenne de patriotismo... El brazo de Montoya señalando el camino de la Victoria, parecía más bien el brazo acusador de la Patria señalando a los traidores. El pueblo se veía glorificado en aquel soldado humilde y valeroso salido de la muchedumbre anónima y heroica."
Posteriormente, en 1933 durante la administración del presidente Juan Bautista Sacasa, la recupero el señor Rafael Villavicencio R., Presidente del Comité del Distrito Nacional (Managua), mediante compra al mismo señor Cuadra.

### Monumento al soldado nicaragüense
En 1945, siendo el general Andrés Murillo, Ministro del Distrito Nacional, se inició la construcción de la "Avenida del Ejército". La estatua fue traslada al extremo sur de dicha avenida para su inauguración el 1 de febrero de 1946 como "Monumento del Soldado Nicaragüense".
Es un conjunto escultórico que consta de una estatua esculpida en bronce del joven soldado llamado «El Niño Héroe de Nicaragua», con su sombrero de palma, sus caites, su salveque de municiones, su chamarra enrollada en la cintura, su cantimplora y su fusil Mauser (alemán), señalando con su brazo derecho la posición del enemigo. Al pie, alegórica a la Patria está sentada una dama tocada con el gorro frigio asumiendo una actitud entristecida o contemplativa, es una escultura de mármol blanco de un romanticismo escultórico neoclásico.
La creación de este sobrio monumento estuvo a cargo de la Fundación Pascualini, siendo esculpido y fundido en Italia conforme al diseño de la marmolería Luisi y Ferracutti, de italianos radicados en Nicaragua.
Iguales a Ramón Montoya eran todos los soldados nicaragüenses de la época: descalzos o de caites, sombrero de palma, salveque, chamarra y fusil, más coraje y amor patrio.

## Honores
- Una estatua de su figura alertando sobre la ubicación del enemigo destaca en el conjunto escultórico erigido en honor al Soldado Nicaragüense ubicado sobre la Avenida del Ejército en la ciudad de Managua.
- La Escuela Nacional de Adiestramiento Básico de Infantería "Soldado Ramón Montoya" del Ejército de Nicaragua lleva su nombre.